# Cyclophora funginaria
Cyclophora funginaria là một loài bướm đêm trong họ Geometridae.